# 切萨泰
切萨泰（義大利語：Cesate），是意大利米兰省的一个市镇。总面积5平方公里，人口13652人，人口密度2730.4人/平方公里（2009年）。国家统计（ISTAT）代码为015076。